# Färöische Volkskirche

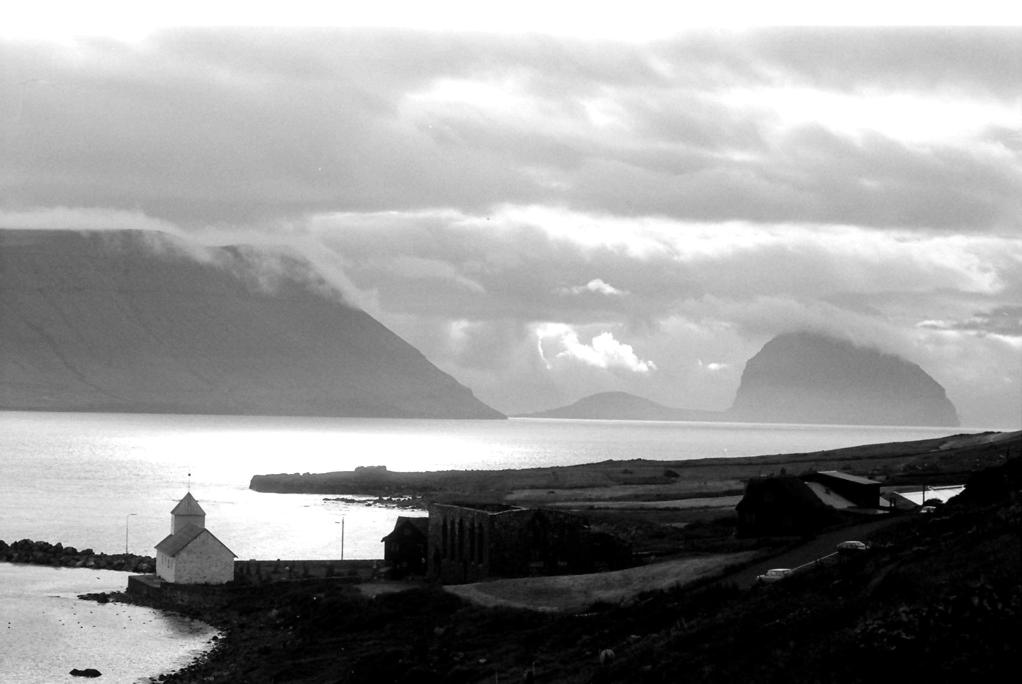
Kirkjubøur, zu deutsch „Kirchenfeld“ zählt zu den historisch bedeutendsten Orten der Färöer. Die Olavskirche (unten links im Bild) stammt aus dem 13. Jahrhundert. Zusammen mit den anderen Baudenkmälern dort wurde sie zur Aufnahme in die Liste des UNESCO-Weltkulturerbe vorgeschlagen. Bis zur Reformation auf den Färöern 1538 war hier der Sitz des Bistums Färöer.

Die färöische Volkskirche (färöisch Fólkakirkjan) ist nach ihrer auf Grundlage des Übernahmegesetzes von 2005 erfolgten Übernahme durch den färöischen Staat am 29. Juli (Nationalfeiertag Ólavsøka) 2007 eine der kleinsten Staatskirchen der Welt. Zuvor bildeten die Färöer ein Bistum der dänischen Volkskirche.
Die Volkskirche ist eine evangelisch-lutherische Kirche, der etwa 85 % der Färinger angehören; sie zählt mithin rund 40.000 Mitglieder. 2003 gab es in der Volkskirche 170 Trauungen, was 74 % aller Trauungen auf den Färöern entspricht. Die Religion spielt im Alltag der färöischen Gesellschaft eine relativ wichtige und selbstverständliche Rolle.
Die Ordination der Pastoren (prestur, Pl. prestar) wird der lutherischen Auffassung entsprechend mehrheitlich nicht als Sakrament aufgefasst. Dem Status einer Staatskirche entsprechend sind Pastoren Beamte. Theologisch-geistliches Oberhaupt der färöischen Volkskirche ist seit 2007 Bischof Jógvan Fríðriksson.
Eine der charakteristischsten Perioden der färöischen Architektur ist die Errichtung der färöischen Holzkirchen von 1829 bis 1847.

## Kirchengeschichte der Färöer
- Siehe auch Übersichtsartikel: Geschichte der Färöer, Liste der Bischöfe der Färöer

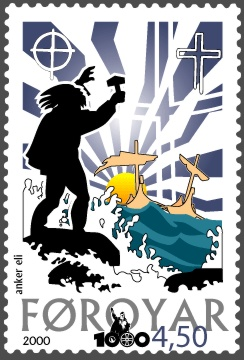
Christianisierung ab dem Jahr 999 durch Sigmundur Brestisson: Der Wikingerhäuptling Tróndur í Gøtu wehrt sich dagegen mit Thors Hammer Mjölnir. In der Färingersaga erscheint Tróndur in der Rolle des Bösewichts, in anderer Perspektive versuchte er, die Färöer als freie Siedlerrepublik vor der norwegischen Krone zu schützen. Briefmarke der Färöer (2000), Entwurf Anker Eli Petersen.

Nach der Christianisierung der Färöer ab 999 durch Sigmundur Brestisson und der endgültigen Durchsetzung der katholischen Kirche um 1035 durch Leivur Øssurson wurde um 1100 das Bistum Färöer mit Sitz in Kirkjubøur eingerichtet. Zunächst gehörte es zum Erzbistum Hamburg-Bremen, ab 1104 zu Lund, und nach 1152/53 zu Nidaros (Trondheim). Der bekannteste Bischof in der Geschichte der Färöer sollte Erlendur werden, der um 1300 den Magnusdom in Kirkjubøur bauen ließ, der heute noch das bedeutendste Baudenkmal des Landes ist. Der Magnusdom wurde wahrscheinlich nie vollendet, und stattdessen diente die St.-Olav-Kirche (ca. 1250) als Bischofssitz. Dort stand auch das berühmte Kirchengestühl von Kirkjubøur, das heute der größte Kunstschatz im färöischen Nationalmuseum ist. 1447 wurde versucht, das Bistum Färöer dem Bistum Island anzugliedern, was jedoch nicht gelang.
Die Reformation auf den Färöern 1538 bedeutete nicht nur das Ende des katholischen Bistums, sondern auch die Verewigung der dänischen Sprache als Kirchen- und Amtssprache. Gleichzeitig fiel der gesamte Kirchenbesitz (u. a. etwa 40 % des Grund und Bodens) der dänischen Krone zu. Diese so genannte Königserde ist heute im Besitz des färöischen Staates. 1539 bis 1557 existierte das evangelisch-lutherische Bistum Färöer mit dem Superintendenten Jens Riber, wurde dann aber als Propstei dem Bistum Bergen unterstellt. Erster Propst war Heini Havreki.
1709 kam die Propstei unter das Bistum Seeland (Dänemark). In der Periode von 1720 bis 1775 gehörte sie zum Bistum Island, danach wieder zu Seeland (bis 1990).
Das dänische Kirchengesangbuch von Thomas Kingo 1699 erlangte im geistlichen Leben der Färöer einen ebenso großen Einfluss wie schon die Predigtensammlung von Jesper Brochmand ab 1650. Noch heute werden auf den Färöern lange  Vorträge als Brochmandslestur (Brochmandlesung) bezeichnet, während die Kingopsalme nach wie vor als wichtiges Kulturgut gepflegt werden, heute außerhalb der Färöer bekannt durch Eivør Pálsdóttirs Versionen auf verschiedenen CDs. So war es damals nicht verwunderlich, dass sich viele Färinger nicht vorstellen konnten, wie Gottesdienste, und das religiöse Leben generell, in einer anderen Sprache als Dänisch stattfinden könnten.

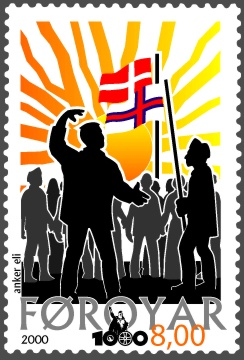
Das Kreuz in der Flagge: Christentum als gemeinsamer Bestandteil der nationalen Identität in Dänemark und auf den Färöern

Trotz dieser dänischen Dominanz im geistlichen und kulturellen Leben der Färöer waren es auch immer wieder dänische Geistliche, die für die Entwicklung der färöischen Eigenständigkeit eine wichtige Rolle spielten. Der Propst Lucas Debes organisierte zum Beispiel den Widerstand in der Gabelzeit und veröffentlichte 1673 das erste Buch über die Färöer, womit er das Wissen in der Welt über dieses Volk begründete. Ein anderes Beispiel ist der Priester Hans Christian Lyngbye, der 1817 auf die Färöer kam und fasziniert war von den färöischen Balladen und dem färöischen Kettentanz. Er lernte Färöisch bei Jens Christian Svabo und brachte 1822 mit Færøiske Kvæder om Sigurd Fofnersbane og Hans Æt das erste Buch überhaupt heraus, in dem Färöisch geschrieben wurde. Der große dänische Theologe und Kirchenreformer Grundtvig ermunterte seinen färöischen Freund und Kollegen V. U. Hammershaimb zur Entwicklung der färöischen Schriftsprache, die 1854 herauskam.
So hatten Geistliche vorbereitenden Einfluss auf die nationale Erweckungsbewegung, die sich im Kampf um die Sprache Ende des 19. Jahrhunderts formierte. Der färöische Sprachenstreit wurde insbesondere von Jacob Dahl getragen, dessen färöische Bibelübersetzungen und andere Schriften umgehend von der Staatskirche anerkannt wurden. 1939 wurde Färöisch als Kirchensprache eingeführt. Der färöische Theologe Kristian Osvald Viderø vollendete die Bibelübersetzung 1961.
1963 wurde das Amt des Propstes auf den Färöern zum Stellvertretenden Bischof erhoben. 1977 wurde die erste Frau auf den Färöern als Pfarrerin ordiniert, und seit 1990 sind die Färöer wieder ein eigenes Bistum (Stift). Die Tórshavner Kirche trägt seitdem den Namen Domkirche und ist Sitz des Bischofs der Färöer (Biskupur).
Vor 2007 bezahlte der dänische Staat jährlich 13 Mio. Kronen (ca. 1,7 Mio. Euro) für die Volkskirche auf den Färöern. Nach der Übergabe 2007 werden diese Kosten vom färöischen Steuerzahler getragen. Am 20. April wurde in Kopenhagen der Vertrag zur Übernahme der Volkskirche zwischen Dänemark und den Färöern unterzeichnet. Am 11. Juni wehte das letzte Mal der Dannebrog am Bischofssitz in Tórshavn. Die Übergabe fand bei einem Gottesdienst in der Tórshavner Domkirche zum Nationalfeiertag Ólavsøka am 29. Juli statt. An jenem Tag wurde im Haus des Nordens vom färöischen Kulturminister Jógvan á Lakjuni und dem dänischen Kirchenminister Bertel Haarder ein Vertrag zur künftigen Zusammenarbeit der färöischen mit der dänischen Volkskirche unterschrieben.

## Gliederung

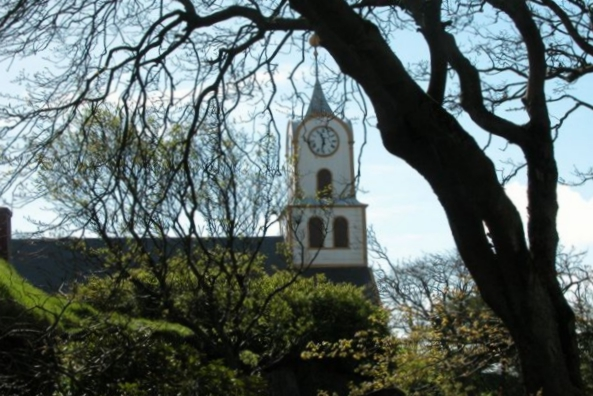
Die Tórshavner Domkirche auf der Halbinsel Tinganes ist das geistliche Zentrum des Landes.

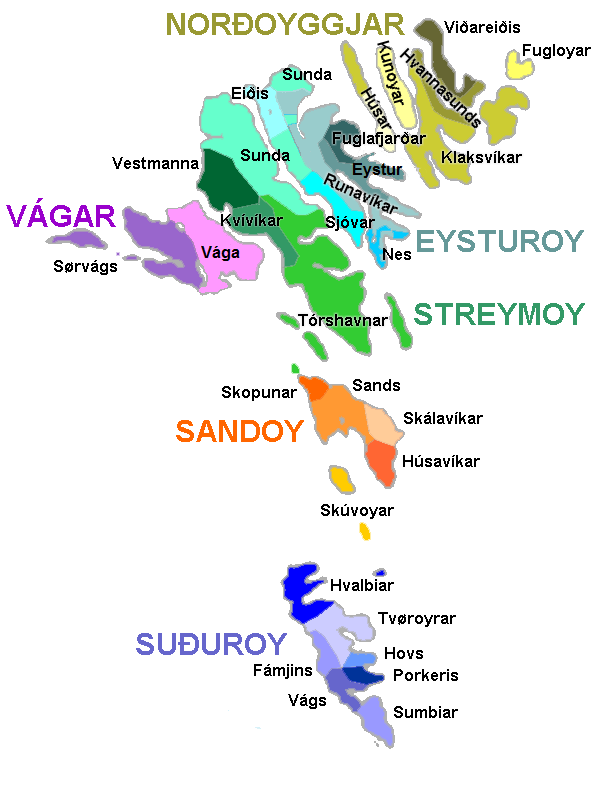
Übersichtskarte der färöischen Kommunen. Heute entsprechen sie nicht mehr in jedem Fall den Pfarrbezirken, aber geben einen groben geografischen Überblick.

Oberhaupt der färöischen Volkskirche ist der Løgmaður (Ministerpräsident), derzeit Kaj Leo Johannesen. Er tritt damit an die Stelle der dänischen Königin, die Oberhaupt der dänischen Volkskirche ist. Die Kirche fällt in den Zuständigkeitsbereich des Kulturministeriums der Landesregierung der Färöer. Erster Kirchenminister war Jógvan á Lakjuni, der im Februar 2008 von Kristina Háfoss abgelöst wurde. Der Bischof der Färöer war bis zum 25. November 2007 Hans Jacob Joensen. Sein Nachfolger im Amt ist Jógvan Fríðriksson.
Die Volkskirche gliedert sich in den sechs Regionen der Färöer in 14 so genannte Prestagjøld (Pfarrbezirke), die von 22 Priestern (Pastoren) betreut werden. Sie leisten die Arbeit in 58 Gemeinden, die jeweils einen Kirchenrat stellen, der von Laien besetzt ist. Da die Priester sonntags nicht in allen Gemeinden gleichzeitig sein können, gibt es hier Laiengottesdienste, wo aus dem offiziellen Predigtenbuch der Färöer von Jacob Dahl (1878–1944) vorgelesen wird.
1. Nordinseln (Norðoyggjar)
  1. Eystara Prestagjald mit einem Priester in Viðareiði, zuständig für die Kirchen in Viðareiði, Hattarvík, Kirkja, Svínoy und Hvannasund
  2. Vestara Prestagjald mit zwei Priestern in Klaksvík, zuständig für die dortige Christianskirche und die Kirchen in Árnafjørður, Kunoy, Húsar und Mikladalur
2. Eysturoy
  1. Eiðis Prestagjald mit einem Priester in Eiði, zuständig auch für die Gemeinden in Gjógv, Funningur und Norðskáli
  2. Fuglafjarðar Prestagjald mit einem Priester in Fuglafjørður, zuständig auch für Leirvík, Elduvík und Funningsfjørður
  3. Glyvra Prestagjald mit einem Priester, der in Lamba sitzt (dort keine Kirche vorhanden) und die Kirchen in Glyvrar und Rituvík betreut.
  4. Nes Prestagjald mit einem Priester in der Fríðrikskirkjan zu Nes, der auch die Gøtu Kirkja in Gøta betreut.
  5. Sjóvar Prestagjald mit einem Priester, der in Innan Glyvur sitzt (dort kein Kirchengebäude) und für die Kirchen in Strendur (Sjógv Kirkja), Skáli, Oyndarfjørður und Selatrað zuständig ist.
3. Streymoy
  1. Norðstreymoyar Prestagjald mit drei Priestern mit Sitz in Kvívík, Vestmanna und Hvalvík. Sie betreuen zusätzlich die Gemeinden in Kollafjørður, Hósvík, Haldórsvík, Tjørnuvík und Saksun.
  2. Suðurstreymoyar Eystara Prestagjald ist der Pfarrbezirk der Tórshavner Domkirche. Ihre vier Priester betreuen auch die Gemeinden in Nólsoy und Kaldbak.
  3. Suðurstreymoyar Vestara Prestagjald ist der Pfarrbezirk der Vesturkirkjan in Tórshavn. Ihre beiden Priester sind auch für die Kirchen in Argir, Kirkjubøur (die berühmte Ólavskirkjan) und Hestur zuständig.
4. Vágar hat nur einen Pfarrbezirk: Vága Prestagjald. Die beiden Priester sitzen in Miðvágur und Vestmanna (identisch mit dem bereits genannten Priester in Nordstreymoy). Hierzu gehören die Kirchen von Sandavágur, Miðvágur, Sørvágur, Bøur und Mykines.
5. Sandoy hat ebenfalls nur einen Pfarrbezirk: Sandoyar Prestagjald. Der Priester der Kirche von Sandur betreut auch die Gemeinden in Skálavík, Húsavík, Dalur, Skopun und Skúvoy.
6. Suðuroy
  1. Norðara Prestagjald hat je einen Priester in Tvøroyri und Hvalba. Sie betreuen zusätzlich die Kirchen in Fámjin und Sandvík.
  2. Sunnara Prestagjald wird vom Priester in Vágur betreut, der sich auch um die Gemeinden in Hov, Porkeri, Akrar (á Leiti) und Sumba kümmert.

## Religion in Alltag und Kultur

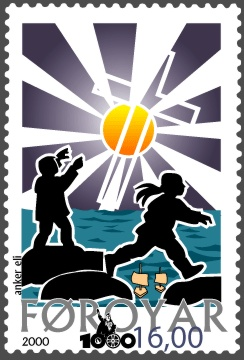
Zukunft der Färöer. Spielende Kinder an der Küste als Symbol für 1000 Jahre Christentum.

Die Religion hat im Leben der Färinger einen höheren Stellenwert als in den meisten anderen westlichen Gesellschaften. Ursachen hierfür könnte neben der isolierten Insellage mit ihren eigenen gesellschaftlichen Konventionen und Familienbanden und der Rolle der Kirche in der Geschichte auch die Ehrfurcht vor der Schöpfung sein, die sich in der färöischen Natur auf dramatische und einzigartige Weise manifestiert. Hinzu kommen die schwierigen Lebensbedingungen im rauen Nordatlantik.
Besondere färöische Gepflogenheiten, die es zu beachten gilt, sind das Angelverbot am Sonntag und der Respekt vor der Zeit, in der Gottesdienste stattfinden. Es ist unschicklich, sich mit einem Färinger zu dieser Zeit zu verabreden, weil er so in einen Gewissenskonflikt geraten könnte (Gebot der Gastfreundschaft), man ihn also nicht von der Möglichkeit des Kirchganges abhalten sollte. Fußball auf den Färöern darf sonntags erst nach einem Gottesdienst gespielt werden.
Der Nationalfeiertag, die Ólavsøka ist keineswegs nur ein Volksfest, sondern auch ein religiöser Feiertag, an dem die Färinger die Annahme des Christentums vor etwa 1000 Jahren feiern. Die Prozession der geistlichen und politischen Eliten des Landes zur Domkirche, und nach dem Gottesdienst von dort zurück, findet unter großer Anteilnahme der Bevölkerung statt. Erst nach dem Gottesdienst wird das Løgting eröffnet. Die Nationalhymne Tú alfagra land mítt enthält einen eindeutigen religiösen Bezug und steht auch als Lied im Gesangbuch der Volkskirche.
Die färöischen Medien tragen ihren Teil dazu bei, dass die Religion täglich präsent ist. Bibelzitate in Zeitungen, Andachten im Radio, ja sogar ein eigener Kirchensender, gehören dazu. Christliche Musik ist auch präsenter als in vielen anderen Ländern.
Eine Besonderheit im 20. Jahrhundert war die Alkoholprohibition auf den Färöern, die auf Betreiben der verschiedenen Kirchen (nicht nur der Volkskirche) 1907 eingeführt wurde. Die Färöer waren offiziell das trockenste Land in Europa. Inoffiziell waren sie es freilich nicht, und seit 1992 kann man – wie in Island, Norwegen und Schweden auch – Alkohol in den staatlichen Monopolläden vor Ort erwerben.

## Bekannte Geistliche
- Heini Havreki (1514?–1576), erster evangelischer Gemeindepfarrer und später Propst der Färöer
- Lucas Jacobson Debes (1623–1675), Propst der Färöer. Hat das erste Buch über die Färöer veröffentlicht.
- Johan Henrik Schrøter (1771–1851), übersetzte als erster das Matthäusevangelium ins Färöische
- V. U. Hammershaimb (1819–1909), Propst der Färöer. Hat die färöische Schriftsprache geschaffen.
- Fríðrikur Petersen (1853–1917), Propst der Färöer, Dichter und Politiker
- Andrias Christian Evensen (1874–1917), kurze Zeit Propst der Färöer als Petersens Nachfolger, Vorkämpfer der färöischen Sprache
- Jacob Dahl (1878–1944), Propst der Färöer als Evensens Nachfolger. Hat die Bibel ins Färöische übersetzt.
- Kristian Osvald Viderø (1906–1991), Theologe. Hat Dahls Bibelübersetzung vollendet.